# إرنست شميت (سياسي)
إرنست شميت (بالألمانية: Ernst Schmidt)‏ هو مؤرخ وكاتب وسياسي ألماني، ولد في 12 أكتوبر 1924 في Borbeck-Mitte ‏ في ألمانيا، وتوفي في 16 ديسمبر 2009. نشط حزبياً في الحزب الديمقراطي الاجتماعي الألماني.

## وصلات خارجية
- إرنست شميت على موقع IMDb (الإنجليزية)